# 賈羅德·戴森
賈羅德·馬提爾·戴森（英語：Jarrod Martel Dyson, 1984年8月15日—），為美國職棒大聯盟的中外野手，目前為自由球員。先前曾待過皇家、水手、響尾蛇、海盜、白襪與藍鳥等隊。2006年大聯盟選秀，他於第50輪1475順位才被皇家隊選走。2010年9月7日登上大聯盟。

## 職業生涯

### 堪薩斯市皇家

#### 2010年
戴森在9月登上大聯盟。他該季出賽18場，打擊率2成11，並有9次盜壘成功。

#### 2011年
2011年球季，球隊已經有梅基·卡布瑞拉擔任中外野手了。因此戴森多半待在小聯盟。他在大聯盟44個打席，打擊率2成05，11次盜壘成功。他在小聯盟打擊率2成79，38次盜壘成功。

#### 2012年
該年球季皇家將卡布瑞拉交易至巨人隊，中外野手位置由洛倫佐·肯恩擔任。不過因為肯恩受傷，戴森因此有較多的上場機會。
該季他出賽102場，打擊率2成60，30次盜壘成功。

#### 2013年
該年他締造了個人生涯最高的單季34次盜壘成功。打擊率2成58。在比賽後段需要代跑時，他佔據著極為重要的角色。

#### 2014年
該季他36次盜壘成功，再度刷新自己的個人生涯紀錄。他也從中外野手轉為右外野手，並代替青木宣親的位置。該季他打擊率2成69為生涯新高。

#### 2015年
1月28日，皇家隊與他簽下一年122萬5000美元的合約。在2015年世界大賽第5戰，延長12局，薩爾瓦多·培瑞茲擊出安打上壘，戴森上去代跑，並成功盜上二壘。Christian Colon擊出安打讓戴森跑回超前分。最終皇家以7比2擊敗大都會。拿下世界大賽冠軍。

#### 2016年
2016年球季開打前，戴森與Paulo Orlando在爭奪右外野先發的席次。7月18日，戴森面對印地安人擊出生涯第一支滿貫砲。

### 西雅圖水手
2017年1月6日，戴森被交易至水手隊，皇家則換來了Nate Karns。
9月11日，他動了骨盆手術，球季提前結束。總計他出賽111場，28次盜壘成功，打擊率2成51，5轟30分打點。

### 亞利桑那響尾蛇
2018年2月19日，響尾蛇隊與戴森簽下2年750萬美元的合約。然而他在響尾蛇隊的第一個球季並不順遂，出賽67場打擊率僅1成89。
2019年球季，戴森的打擊率為2成30，7轟27分打點。

### 匹茲堡海盜
2020年2月13日，戴森以1年200萬美元的合約加盟海盜隊。

### 芝加哥白襪
2020年8月28日，戴森被交易至白襪隊。這年他合計打擊率僅1成80，只有5分打點。

### 重回皇家隊
2021年3月2日，戴森與皇家簽下1年150萬美元的合約。

## 個人生活
戴森有3個哥哥，一個弟弟和一個妹妹。2016年1月，他的家鄉麥庫姆將其中一條街道命名為Dyson Drive，以表彰他在棒球運動項目上的貢獻。

## 外部連結
- 球員資訊和成績在MLB，ESPN，Baseball-Reference，Fangraphs（英文）
- 賈羅德·戴森的X（前Twitter）
- 賈羅德·戴森的Instagram帳戶